# Каневка (село)
Каневка (рос. Каневка) — село у Ловозерському районі Мурманської області Російської Федерації.
Населення становить 67 осіб. Належить до муніципального утворення Ловозерське сільське поселення .

## Населення
| 2002 | 2010 |
| ---- | ---- |
| 107  | ↘67  |